# Watcharapong Wongsrikaew
Watcharapong Wongsrikaew (* 8. August 1983) ist ein thailändischer Fußballspieler.

## Karriere
Watcharapong Wongsrikaew stand bis Ende 2014 beim Samut Songkhram FC unter Vertrag. Wo er vorher gespielt hat, ist unbekannt. Der Verein aus Samut Songkhram spielte in der ersten Liga des Landes, der Thai Premier League. 2014 absolvierte er für Samut fünf Erstligaspiele. Am Ende der Saison musste er mit dem Verein in die zweite Liga absteigen.
Seit Anfang 2015 ist Watcharapong Wongsrikaew vertrags- und vereinslos.